# Ravennefontaines
Ravennefontaines est une ancienne commune française du département de la Haute-Marne en région Grand Est. C'est une commune associée du Val-de-Meuse depuis 1972.

## Géographie
Ravennefontaines est traversée par la route D130.

## Toponymie
Anciennes mentions : Rainnefontaine, Ravinnefontainne et Ravine Fonteinne (1326), Rivus Fons (xive siècle), Revennefontainne (1445), Ravane Fontaine (1498), Revenefontaynne (1508), Ravenefontaine (1521), Ravenefontainne (1539), Revenefontaine (1683), Ravennefontaine (1732), Ravenne-Fontaine (1770).
D'après Ernest Nègre, il s'agit probablement du nom de personne germanique Hrabanus suivi du bas latin fontana.

## Histoire
En 1789, ce village dépend de la province de Champagne dans le bailliage de Chaumont et la prévôté de Nogent-le-Roi.
Le 2 juin 1972, la commune de Ravennefontaines est rattachée sous le régime de la fusion-association à celle de Montigny-le-Roi qui devient Le Val-de-Meuse.

## Politique et administration
| Période                                  | Période | Identité     | Étiquette | Qualité |
| ---------------------------------------- | ------- | ------------ | --------- | ------- |
|                                          |         | Edith Brutel |           |         |
| Les données manquantes sont à compléter. |         |              |           |         |

## Démographie
| 1793 | 1800 | 1806 | 1821 | 1831 | 1836 | 1841 | 1846 | 1851 |
| ---- | ---- | ---- | ---- | ---- | ---- | ---- | ---- | ---- |
| 276  | 295  | 314  | 304  | 303  | 300  | 301  | 297  | 290  |

| 1856 | 1861 | 1866 | 1872 | 1876 | 1881 | 1886 | 1891 | 1896 |
| ---- | ---- | ---- | ---- | ---- | ---- | ---- | ---- | ---- |
| 251  | 254  | 255  | 240  | 224  | 240  | 235  | 199  | 189  |

| 1901 | 1906 | 1911 | 1921 | 1926 | 1931 | 1936 | 1946 | 1954 |
| ---- | ---- | ---- | ---- | ---- | ---- | ---- | ---- | ---- |
| 167  | 167  | 169  | 141  | 126  | 103  | 112  | 120  | 105  |

| 1962 | 1968 | - | - | - | - | - | - | - |
| ---- | ---- | - | - | - | - | - | - | - |
| 86   | 84   | - | - | - | - | - | - | - |

## Lieux et monuments
- Église Saint-Pierre et Saint-Paul ; toute la partie centrale date de la seconde moitié du XIIe siècle